# Padules (kommunhuvudort)
Padules är en kommunhuvudort i Spanien.   Den ligger i provinsen Provincia de Almería och regionen Andalusien, i den södra delen av landet, 400 km söder om huvudstaden Madrid. Padules ligger 748 meter över havet och antalet invånare är 458.
Terrängen runt Padules är kuperad åt sydost, men åt nordväst är den bergig. Padules ligger nere i en dal som går i öst-västlig riktning. Runt Padules är det glesbefolkat, med 19 invånare per kvadratkilometer. Närmaste större samhälle är Canjáyar, 3,3 km öster om Padules. Omgivningarna runt Padules är i huvudsak ett öppet busklandskap.